# Octopus (skladba)
„Octopus“ je jediný singl britského kytaristy a zpěváka Syda Barretta, který je známý především jako zakládající člen Pink Floyd a jejich vůdčí osobnost v polovině 60. let 20. století. Singl vyšel na podzim roku 1969 (viz 1969 v hudbě).
Píseň „Octopus“ pochází z Barrettova prvního alba The Madcap Laughs. Její raná verze se rovněž nachází na kompilaci Opel pod původním názvem „Clowns and Jugglers“.
Na B-straně singlu se nachází skladba „Golden Hair“ (rovněž z The Madcap Laughs), což je Barrettem zhudebněná báseň „Lean Out of the Window“ od irského spisovatele Jamese Joyce.

## Seznam skladeb
1. „Octopus“ (Barrett) – 3:48
2. „Golden Hair“ (Barrett/Joyce) – 2:00